# Zdeněk Dembinný
Zdeněk Dembinný (* 16. prosince 1955) je bývalý český fotbalista, záložník. Po skončení aktivní kariéry působil jako trenér.

## Fotbalová kariéra
V československé lize hrál za TŽ Třinec. Nastoupil ve 3 ligových utkáních. Gól v lize nedal.

## Ligová bilance
| Ročník                                   | Zápasy | Góly | Klub      |
| ---------------------------------------- | ------ | ---- | --------- |
| 1. československá fotbalová liga 1974/75 | 3      | 0    | TŽ Třinec |
| Česká národní fotbalová liga 1981/82     | 23     | 6    | TŽ Třinec |
| Česká národní fotbalová liga 1982/83     | 28     | 11   | TŽ Třinec |
| Česká národní fotbalová liga 1983/84     | 10     | 3    | TŽ Třinec |
| Česká národní fotbalová liga 1984/85     | 6      | 0    | TŽ Třinec |
| CELKEM 1. liga                           | 3      | 0    |           |